# Wierch-Usznur
Wierch-Usznur (ros. Верх-Ушнур) – wieś (sieło) w Rosji, w Mari El, w rejonie sowieckim. W 2021 liczyła 496 mieszkańców.